# Ronaldo Carvalho
Ronaldo de Azevedo Carvalho (Santa Rita do Sapucaí, 25 de julho de 1942 — 1 de outubro de 2022) foi um engenheiro eletricista, economista, agricultor e político brasileiro.
Foi professor universitário de 1969 a 1986 na UCMG e UFMG. Fundou e dirigiu duas grandes escolas técnicas em Belo Horizonte - Colégio COTEMIG e Inetec. Em sua carreira política, Ronaldo foi prefeito de Santa Rita do Sapucaí em duas ocasiões, a primeira entre 1977 e 1982, pelo MDB, e a segunda entre 2005 e 2008, pelo PSDB. Além disso, ele também foi eleito deputado estadual entre 1983 a 1987, pelo PMDB e deputado federal constituinte de 1987 a 1991. 
Durante a década de 1960, Ronaldo foi presidente do Diretório Central dos Estudantes (DCE) da Pontifícia Universidade Católica de Minas Gerais. Nesse período, organizou pautas e manifestações contra a Ditadura Militar no Brasil. Em 1971 casou-se com Raquel Valadares, ambos ficaram casados até a sua morte. 
Ronaldo Carvalho faleceu aos 80 anos, em 1 de outubro de 2022. Ele estava internado em um hospital de Pouso Alegre por algumas semanas, porém acabou morrendo após complicações de um acidente vascular cerebral e leucemia. Ronaldo foi sepultado em sua cidade natal, Santa Rita do Sapucaí. No mesmo ano, o ex-presidente do Supremo Tribunal Federal e ex-juiz da Corte de Haia, José Francisco Rezek, publicou um texto homenageando sua amizade com Ronaldo, o descrevendo como tendo "uma personalidade fascinante, figura extraordinária no cenário político do Brasil".

## Vida pública
- 1976-1982: Prefeito de Santa Rita do Sapucaí[2]
- 1980-1981: Presidente da Associação dos Municípios do Médio Sapucaí (AMESP)
- 1983-1986: Deputado estadual e vice-líder do PMDB;[2]
- 1987-1990: Deputado federal constituinte e líder da bancada do PMDB;[5][2]
- 1991-1994: Secretário de Estado de Ciências Tecnologia e Meio Ambiente do Estado de Minas Gerais;[2]
- 1991-1994: Presidente do Conselho Estadual de Política Ambiental;
- 1995-1998: Presidente da Fundação Estadual do Meio Ambiente do Estado de Minas Gerais;
- 2005-2008: Prefeito de Santa Rita do Sapucaí

## Condecorações
- Medalha do Mérito Legislativo, 1984;
- Medalha do Mérito da Inconfidência;
- Medalha do Mérito Santos Dumont.